# سفارة كوريا الشمالية في السويد
سفارة كوريا الشمالية في السويد هي أرفع تمثيل دبلوماسي لدولة كوريا الشمالية لدى السويد. تقع السفارة في ستوكهولم وهي تهدف لتعزيز المصالح الكورية شمالية في السويد.

## وصلات خارجية
- قائمة سفارات كوريا الشمالية
- قائمة السفارات في السويد